# Miłość na bogato
Miłość na bogato – polski serial emitowany na kanale VIVA Polska. Zadebiutował 29 sierpnia 2013 roku. Serial opowiada o grupie młodych i bogatych znajomych z Warszawy, którzy poszukują szczęścia w miłości i życiu prywatnym.

## Obsada
| Obsada serialu      | Obsada serialu | Obsada serialu  | Obsada serialu  |
| Aktor/ka            | Postać         | Sezony          | Sezony          |
| Aktor/ka            | Postać         | 1               | 2               |
| ------------------- | -------------- | --------------- | --------------- |
| Justyna Banasiak    | Justyna        | Pierwszoplanowo | Pierwszoplanowo |
| Jan Bielski         | Janek          | Pierwszoplanowo | Pierwszoplanowo |
| Karolina Gilon      | Karolina       | Pierwszoplanowo | Pierwszoplanowo |
| Patryk Janas        | Patryk         |                 | Pierwszoplanowo |
| Marcela Leszczak    | Marcela        | Pierwszoplanowo | Pierwszoplanowo |
| Iza Małota          | Iza            | Pierwszoplanowo | Pierwszoplanowo |
| Sylwia Nowak        | Sylwia         | Pierwszoplanowo |                 |
| Monika Pietrasińska | Monika         | Pierwszoplanowo | Pierwszoplanowo |
| Gabriel Piotrowski  | Gabron         | Pierwszoplanowo | Pierwszoplanowo |
| Mateusz Rojek       | Mateusz        | Pierwszoplanowo | Pierwszoplanowo |
| Radosław Rutkowski  | Maks           |                 | Pierwszoplanowo |
| Michaela Sorle      | Michaela       |                 | Pierwszoplanowo |
| Nikodem Świącki     | Nikodem        | Pierwszoplanowo | Pierwszoplanowo |

## Lista odcinków
| Seria | Seria | Odcinki | Oryginalna emisja | Oryginalna emisja    |
| Seria | Seria | Odcinki | Premiera serii    | Finał serii          |
| ----- | ----- | ------- | ----------------- | -------------------- |
|       | 1     | 10      | 29 sierpnia 2013  | 31 października 2013 |
|       | 2     | 10      | 22 marca 2014     | 24 maja 2014         |

### Seria 1 (2013)
| Serial # | Sezon # | Premiera             |
| -------- | ------- | -------------------- |
| 1        | 1       | 29 sierpnia 2013     |
| 2        | 2       | 5 września 2013      |
| 3        | 3       | 12 września 2013     |
| 4        | 4       | 19 września 2013     |
| 5        | 5       | 26 września 2013     |
| 6        | 6       | 3 października 2013  |
| 7        | 7       | 10 października 2013 |
| 8        | 8       | 17 października 2013 |
| 9        | 9       | 24 października 2013 |
| 10       | 10      | 31 października 2013 |

### Seria 2 (2014)
| Serial # | Sezon # | Premiera         |
| -------- | ------- | ---------------- |
| 11       | 1       | 22 marca 2014    |
| 12       | 2       | 29 marca 2014    |
| 13       | 3       | 5 kwietnia 2014  |
| 14       | 4       | 12 kwietnia 2014 |
| 15       | 5       | 19 kwietnia 2014 |
| 16       | 6       | 26 kwietnia 2014 |
| 17       | 7       | 3 maja 2014      |
| 18       | 8       | 10 maja 2014     |
| 19       | 9       | 17 maja 2014     |
| 20       | 10      | 24 maja 2014     |